# Михельштадт

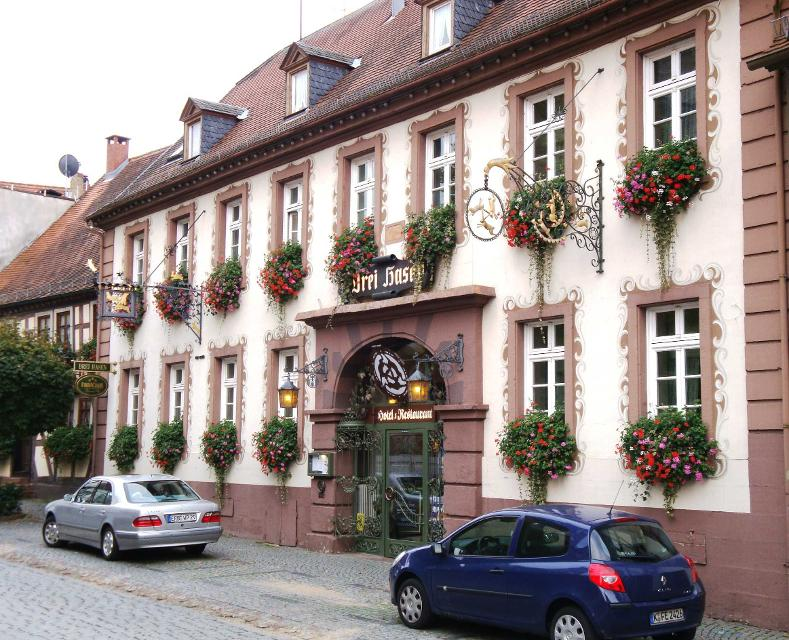
Кафе на главной улице Михельштадта

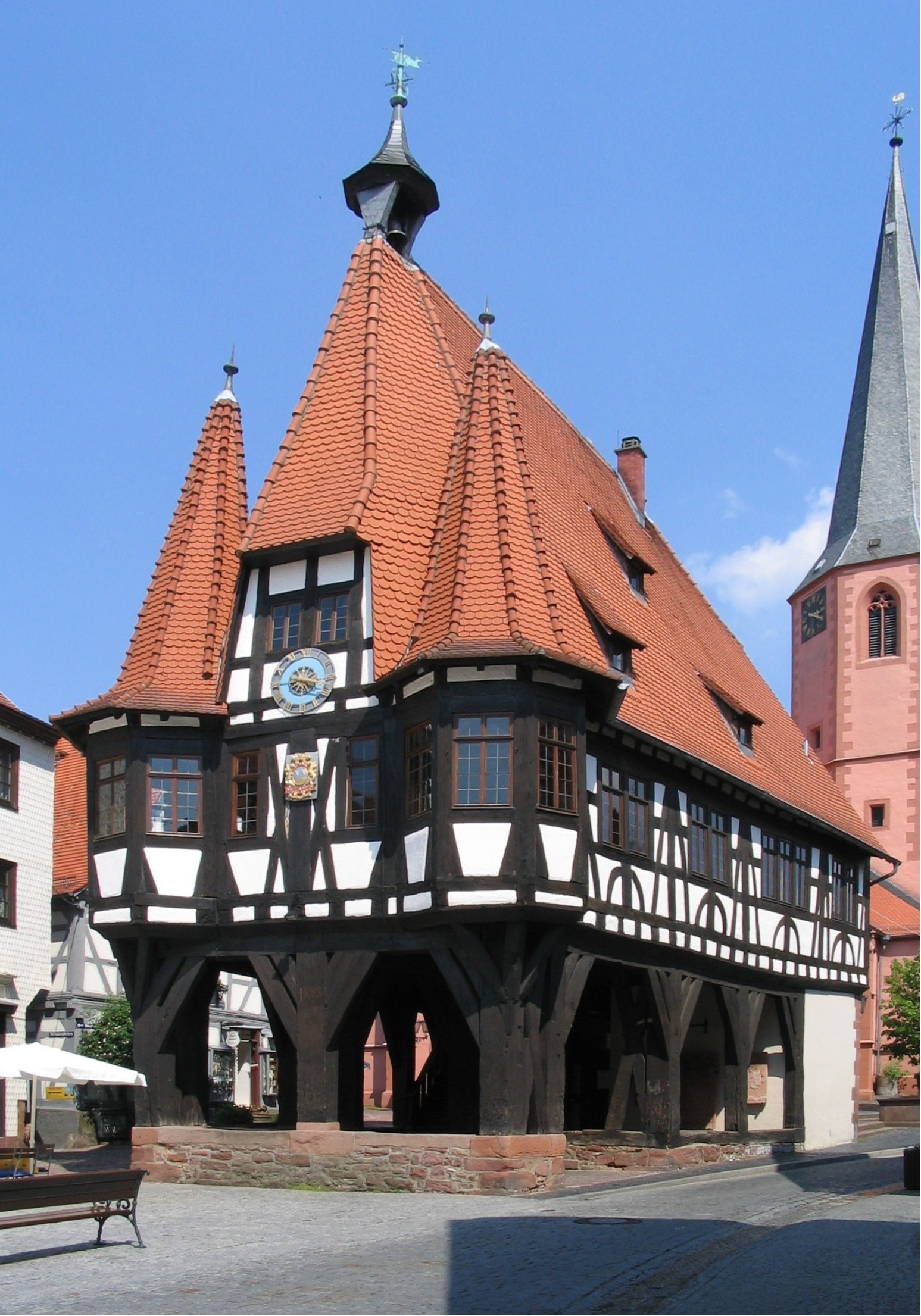
Михельштадт

Михельштадт (нем. Michelstadt) — город в Германии, в земле Гессен. Подчинён административному округу Дармштадт. Входит в состав района Оденвальд.  Население составляет 42 984 человека (на 2022 год). Занимает площадь 86,97 км². Официальный код — 06 4 37 011. Подразделяется на 8 городских районов. До начала XIX века принадлежал графам фон Эрбах, которые выстроили тут замок.

## История
Первое документальное упоминание о Михельштадте относится к 741 году.
Михельштадт - одно из старейших поселений во внутреннем Оденвальде. Его замок вырос из франкского баронского поместья. Это было построено в качестве убежища для местных жителей. Как королевское поместье, принц Карломан пожертвовал его в 741 году Святому Бонифацию ученику Бурхарду Вюрцбургскому, первому епископу Епископства Вюрцбург. Это пожертвование, по-видимому, предназначалось лично епископу Бурхарду, поскольку область "Михельнштат" вернулась к франкской короне после смерти Бурхарда в 791 году.
В 815 году площадь "Михлинштат" была вновь передана в дар. В знак признания его больших заслуг в качестве доверенного лица при дворе Карла Великого Эйнхард приобрел главный город и все земли в пределах двух лиг (примерно 15 км) у сына Карла Великого, Людовика Благочестивого, в качестве фригольд. В 819 году он завещал свои владения в Оденвальде аббатству Лорш и тем самым точно определил границы города Михельштадт. 
После смерти Эйнхарда 14 марта 840 года монастырь перешел к нему в наследство.
В 17 веке были построены первые дома за городской стеной. 
В 1773 году были построены новые городские ворота, названные "Нейтор“ (”Новые ворота"). В 19 веке все надвратные башни были снесены одна за другой.